# Azumanga Daioh
Azumanga Daioh (jap. あずまんが大王, Azumanga Daiō, dt. etwa „Der große König Azumanga“) ist eine Yonkoma-Manga-Serie des japanischen Zeichners Kiyohiko Azuma. Der Comedy-Manga, der vom Schulalltag einiger japanischer Oberschülerinnen und deren Lehrern handelt, erschien von 1999 bis 2002 und umfasst ungefähr 600 Seiten und wurde 2009 fortgesetzt. Er wurde auch als Anime-Fernsehserie verfilmt.

## Handlung

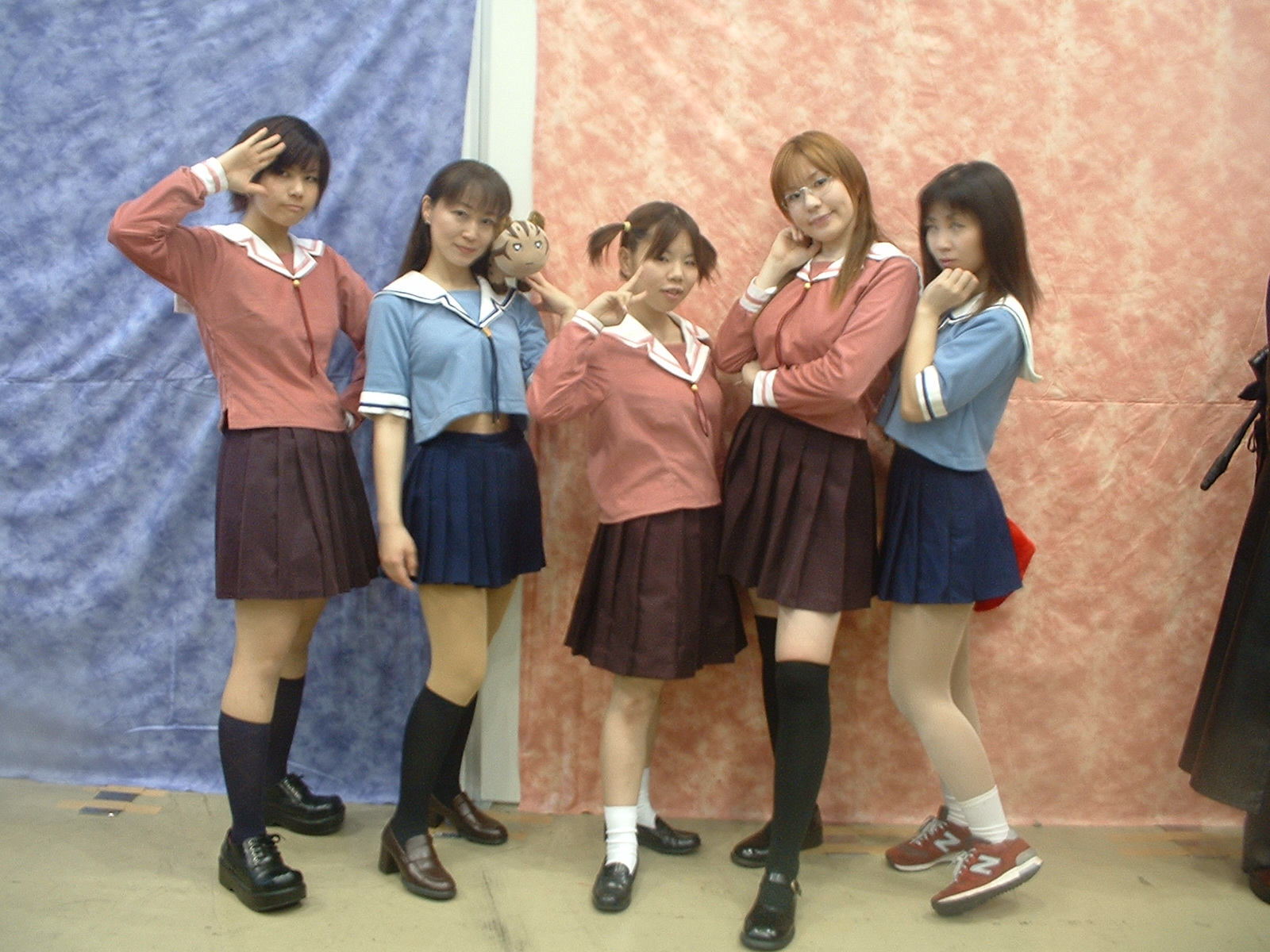
Cosplay der Figuren Tomo, Sakaki, Chiyo, Yomi und Ayumu (v. l. n. r.)

Ihr erstes Jahr an der Oberschule beginnen unter anderem Tomo Takino (滝野 智), Koyomi „Yomi“ Mizuhara (水原 暦) und Sakaki (榊), die alle in dieselbe Klasse gehen. Tomo und Yomi sind bereits seit der Grundschule in derselben Klasse und, trotz häufiger Meinungsverschiedenheiten, befreundet. Während Tomo ihre Zuneigung durch Scherze, Albernheiten und Schadenfreude zeigt, ist Yomi pflichtbewusst, reif und eine der schulisch besten der Klasse. Obwohl Sakaki für ihr sportliches Talent, ihr ruhiges und geheimnisvolles Auftreten bekannt ist, hat sie eine Vorliebe für niedliche Dinge, vor allem für Katzen. Die Klassenlehrerin der Mädchen ist die ungewöhnliche Englischlehrerin Yukari Tanizaki, die unkonventionelle Methoden verwendet und relativ enge Beziehungen mit ihrer Klasse unterhält.
Die zehnjährige Chiyo Mihama (美浜 ちよ) stößt dazu. Sie hat fünf Klassen übersprungen und ist trotzdem stets die Klassenbeste. Obwohl sie extrem schlau und verantwortungsbewusst für ihr Alter ist, hat sie immer noch die Naivität, Wünsche und besonders Ängste eines Kindes. Sie freundet sich mit Tomo, Yomi und Sakaki an.
Ebenfalls während des laufenden Schuljahres kommt Ayumu Kasuga (春日 歩) in die Klasse, die von Osaka nach Tokio gezogen ist und deswegen den Spitznamen „Osaka“ (大阪, Ōsaka) erhält, mit dem sie daraufhin selbst die Lehrer ansprechen. Osaka, die sich mit den vier anderen Mädchen anfreundet, benimmt sich oft sehr langsam, müde und in ihrer eigenen Welt versunken.
Chiyos Eltern sind reich und besitzen ein Ferienhaus. Die fünf Mädchen beschließen, während der Ferien dort ein wenig Zeit zu verbringen. Begleitet werden sie von ihrer Klassenlehrerin und der Sportlehrerin Minamo „Nyamo“ Kurosawa (黒沢 みなも), die seit der Oberschule befreundet sind und zu der „Yukari-sensei“ ein ähnliches Verhältnis wie Tomo zu Yomi hat. Während „Nyamo“ drei Mädchen in ihrem Auto mitnimmt, fährt Yukari Chiyo und Osaka zum Ferienhaus. Chiyo trägt von Yukaris wildem Verkehrsstil – sie achtet weder auf Verkehrsschilder noch auf Fußgänger, geschweige denn Ampeln – regelrecht ein Trauma davon.
Im zweiten Oberschuljahr holt Yukari Kagura (神楽) in die Klasse der fünf Mädchen; sie befreundet sich mit ihnen. Kagura ist im Schwimmclub und sieht Sakaki als Rivalin an, da die beiden bei Sportwettbewerben der Schule meistens die besten Plätze belegen. Sie gehört gemeinsam mit Tomo und Osaka einer selbstgegründeten Gruppe für Dummköpfe an, dem „Holzkopf-Trio“, da die drei meist unterdurchschnittliche Noten haben.

## Running Gags
- Sakaki hat Katzen zwar sehr gern, diese hassen sie aber. Sobald sie eine Katze streicheln will, wird sie daraufhin stets gebissen. Erst bei einer Reise nach Okinawa mit ihren Freundinnen begegnet Sakaki einer Iriomote-Katze, die sie streicheln kann. Die Katze, die sie Mayā (Okinawa-Dialekt für „Katze“) nennt, folgt Sakaki von Okinawa bis nach Hause. Da Sakakis Eltern allergisch gegen Katzen sind und sie deswegen keine Katze halten kann, lebt Mayā vorerst bei Chiyo.
- Ein immer wieder in der Serie auftauchendes, fiktives Franchise ist Neko Koneko – ein Kätzchen auf einer Katze.
- Kaorin ging in den ersten beiden Oberschuljahren noch mit den anderen Mädchen in die Klasse – Sie schwärmt für Sakaki. Im dritten Jahr versetzte sie der Lehrer für Altjapanische Literatur Kimura (木村) in seine Klasse. Dieser gesteht seinen Schülern offen, dass er nur Lehrer geworden ist, weil er auf Oberschülerinnen steht. Seine Augen kann man wegen seiner Brille nicht sehen und sein Mund ist fast ständig offen. Trotz seiner seltsamen Besessenheit ist er sehr wohltätig und hat eine liebende Ehefrau und Tochter.
- Chiyos Eltern werden zwar erwähnt, aber nie gezeigt. Stattdessen träumt Sakaki von einer katzenähnliche Kreatur namens „Chiyos Vater“. Osaka schenkt Chiyo an ihrem Geburtstag ein Stofftier, das wie „Chiyos Vater“ aussieht. Es taucht weitere Male in der Geschichte auf.

## Veröffentlichungen
Die Azumanga Daioh-Comicstrips erschienen in Japan in den Ausgaben 2/1999 (= Dezember 1998) bis 5/2002 (= März 2002) im Manga-Magazin Comic Dengeki Daiō. Der MediaWorks-Verlag brachte diese Comicstrips ab Februar 2002 auch in vier Sammelbänden heraus.
Der Manga wurde auch in Kanada, den USA, Südkorea, Hongkong, Taiwan, Spanien, Frankreich und Deutschland veröffentlicht. Auf Deutsch publizierte der Tokyopop-Verlag die vier Sammelbände von Juli 2006 bis Januar 2007. Die Übersetzung stammt von Marcus Wehner. Eine Neuauflage der deutschen Fassung in zwei Doppelbänden erschien im April und Juni 2012.
In dem am 12. Mai 2009 (Ausgabe 6/2009) gestarteten Manga-Magazin Get the Sun (ゲッサン, Gessan, auch Gekkan Shōnen Sunday genannt) des Shogakukan-Verlags ist eine der darin erscheinenden Werke die Fortsetzung Azumanga Daiō: Hoshūhen (あずまんが大王・補習編, dt. „Azumanga Daiō: Nachhilfeunterricht-Band“) die in 3 Kapiteln bis zum 12. Juli 2009 (Ausgabe 8/2009) lief. Des Weiteren erschien vom 11. Juni bis 18. August 2009 die überarbeitete Neuauflage in drei Bänden des Ursprungsmangas, mit einem überarbeiten Character Design, geänderten Panels und Texten. Diese enthielt auch Hoshūhen.

## Adaptionen

### Anime
Am 28. Dezember 2000 erschien der vierminütige Web-Anime Azumanga Web Daiō (あずまんがWeb大王).
2002 wurde von dem Studio J.C.Staff eine 26-teilige Anime-Fernsehserie zum Manga, bei der Hiroshi Nishikiori Regie führte. Das Charakterdesign entwarf Yasuhisa Kato und Chikako Shibatawar künstlerischer Leiter. Vom 9. April bis zum 1. Oktober 2002 (jeweils nach Mitternacht und daher am vorherigen Fernsehtag) lief die Serie auf dem japanischen Fernsehsendern TV Tōkyō und TV Aichi, sowie versetzt um eine halbe Stunde auf TV Ōsaka, um einen Tag auf TVQ Kyūshū und um zwei Tage auf TV Hokkaidō.
In den USA wurde die Serie von The Anime Network ausgestrahlt, auf den Philippinen von TV5. Außerdem gibt es Übersetzungen ins Spanische, Französische und Niederländische. In Deutschland wurde der Anime komplett auf DVD bei ADV Films veröffentlicht.

#### Synchronisation
| Rolle                | Japanischer Sprecher (Seiyū) | Deutscher Sprecher |
| -------------------- | ---------------------------- | ------------------ |
| Chiyo Mihama         | Tomoko Kaneda                | Rubina Kuraoka     |
| Ayumu „Osaka“ Kasuga | Yuki Matsuoka                | Jennifer Weiß      |
| Tomo Takino          | Chieko Higuchi               | Julia Ziffer       |
| Koyomi Mizuhara      | Rie Tanaka                   | Susanne Geier      |
| Sakaki               | Yū Asakawa                   | Samia Little Elk   |
| Kagura               | Hōko Kuwashima               | Esther Barth       |
| Yukari Tanizaki      | Akiko Hiramatsu              | Julia Kaufmann     |
| Minamo Kurosawa      | Aya Hisakawa                 | Claudia Gáldy      |
| Kimura               | Kōji Ishii                   | Thomas Petruo      |
| Kaori                | Sakura Nogawa                | Kathrin Neusser    |
| Chihiro              | Akane Omae                   | Susanne Kaps       |
| Chiyos Vater         | Norio Wakamoto               | Lutz Schnell       |

#### Musik
Die Musik der Serie wurde komponiert von Masaki Kurihara. Die Band Oranges & Lemons spielte das Vorspannlied Soramimi Cake und den Abspanntitel Raspberry Heaven.

### Videospiele
Zum Manga erschienen in Japan drei Videospiele. Das erste, Azumanga Donjara Daiō (あずまんがドンジャラ大王), erschien am 18. April 2002 bei Bandai und war ein Puzzle-Spiel für die PlayStation. Dezember 2002 erschien mit Azumanga Daiō Puzzle Bobble (あずまんが大王パズルボブル) ein Arcade-Spiel von MOSS. Das letzte, Azumanga Daiō Advance (あずまんが大王アドバンス), erschien am 25. April 2003 bei King Records für den Game Boy Advance.